# 紅頰錦魚
紅頰錦魚，為輻鰭魚綱鱸形目隆頭魚亞目隆頭魚科的其中一種，分布於西印度洋的模里西斯及南非納塔爾海域，棲息深度4-25公尺，體長可達20公分，棲息在珊瑚生長的岩礁海域，生活習性不明，可作為觀賞魚。